# Церковь Святого Сильвестра (Триест)
Церковь Святого Сильвестра (итал. Basilica di san Silvestro), более позднее название: Церковь Христа Спасителя (итал. Basilica del Cristo Salvatore) — базилика в городе Триесте (область Фриули-Венеция-Джулия, Италия), старейшее религиозное сооружение в Триесте. Расположена у подножия холма Сан-Джусто (итал. San Giusto), рядом с простроенной в XVII веке барочной церковью Санта-Мария-Маджоре (итал. Santa Maria Maggiore). 

## История
Постройка базилики датируется XI веком, хотя некоторые части нынешнего здания предположительно относятся к IX веку. Первое документально подтвержденное освящение произошло 17 мая 1332 г. по поручению епископа Фра Паче да Ведано (итал. Fra Pace da Vedano). 
В 1784 году по приказу императора Иосифа II базилика Святого Сильвестра вместе с двенадцатью другими триестинскими церквями была закрыта для католического богослужения и продана с аукциона за 1500 флоринов. В 1785 году она была приобретена гельветическим  сообществом (Confessio Helvetica Posterior), основанным в 1782 году швейцарскими иммигрантами. В 1786 году церковь была названа в честь Христа Спасителя. В 1927 году триестинская швейцарская община заключила соглашение с вальденским сообществом о совместном использовании здания обеими евангелическими реформатскими церквями. 
В 1928 году базилика была объявлена национальным памятником.

## Архитектурный стиль
Внешний вид базилики выполнен в романском стиле с боковыми окнами и арками на фасаде. С левой стороны находится портик, расположенный под колокольней, которая, возможно, была древней средневековой башней, которая была частью укреплений холма Сан-Джусто Базилика имеет неправильное основание, без апсид, с тремя нефами, разделенными трехэлементной колоннадой, крыша представляет собой ферму. 
Сохранились остатки старинных фресок начала XIV века, изображающих императора Константина и Благовещение. В убранстве свода потолка изображен Агнец Божий. Перед главным алтарем на земле расположена надгробная доска, датируемая 1585 годом, ещё одна гробница 1616 года находится в левом проходе.

## Галерея

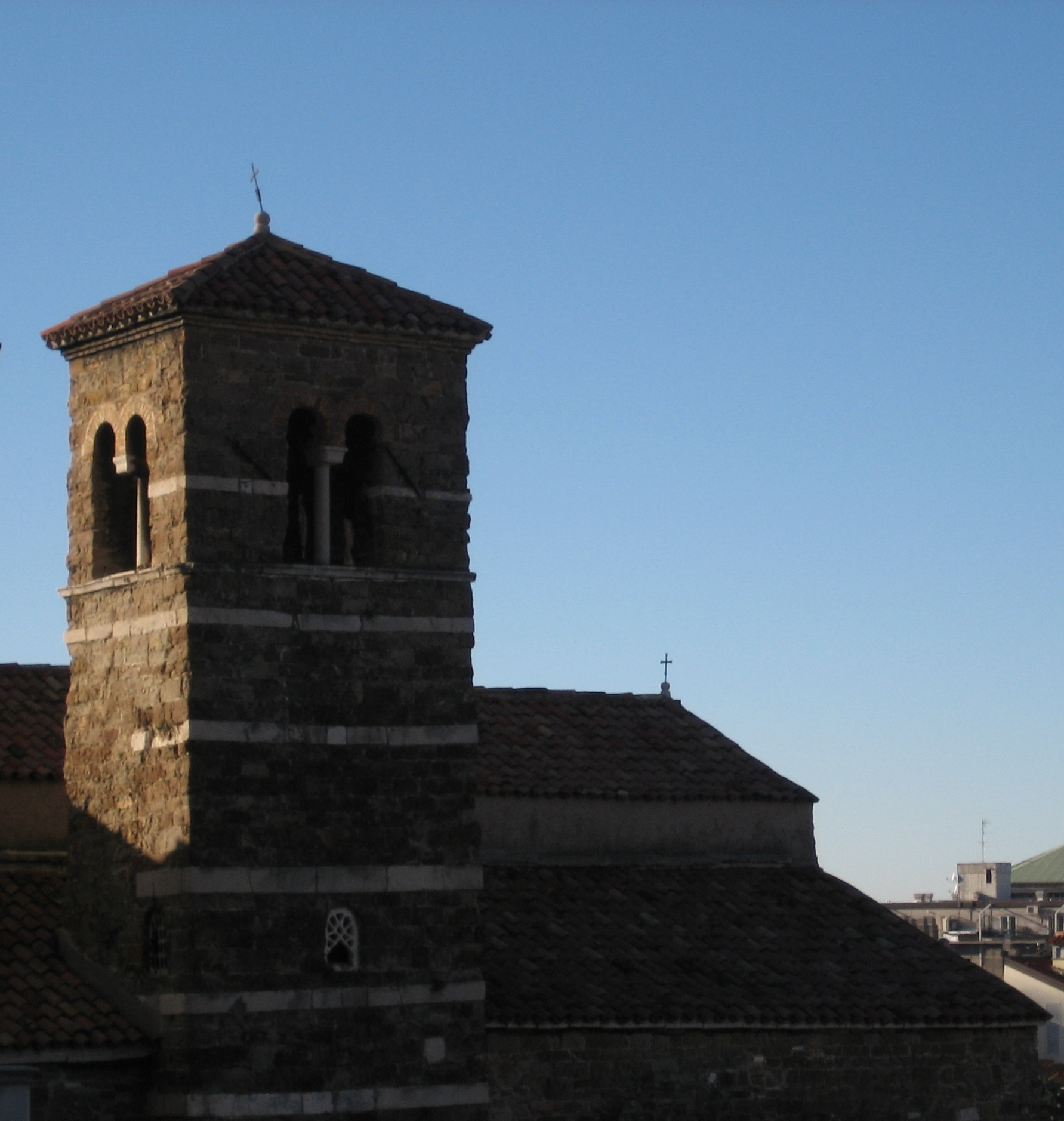
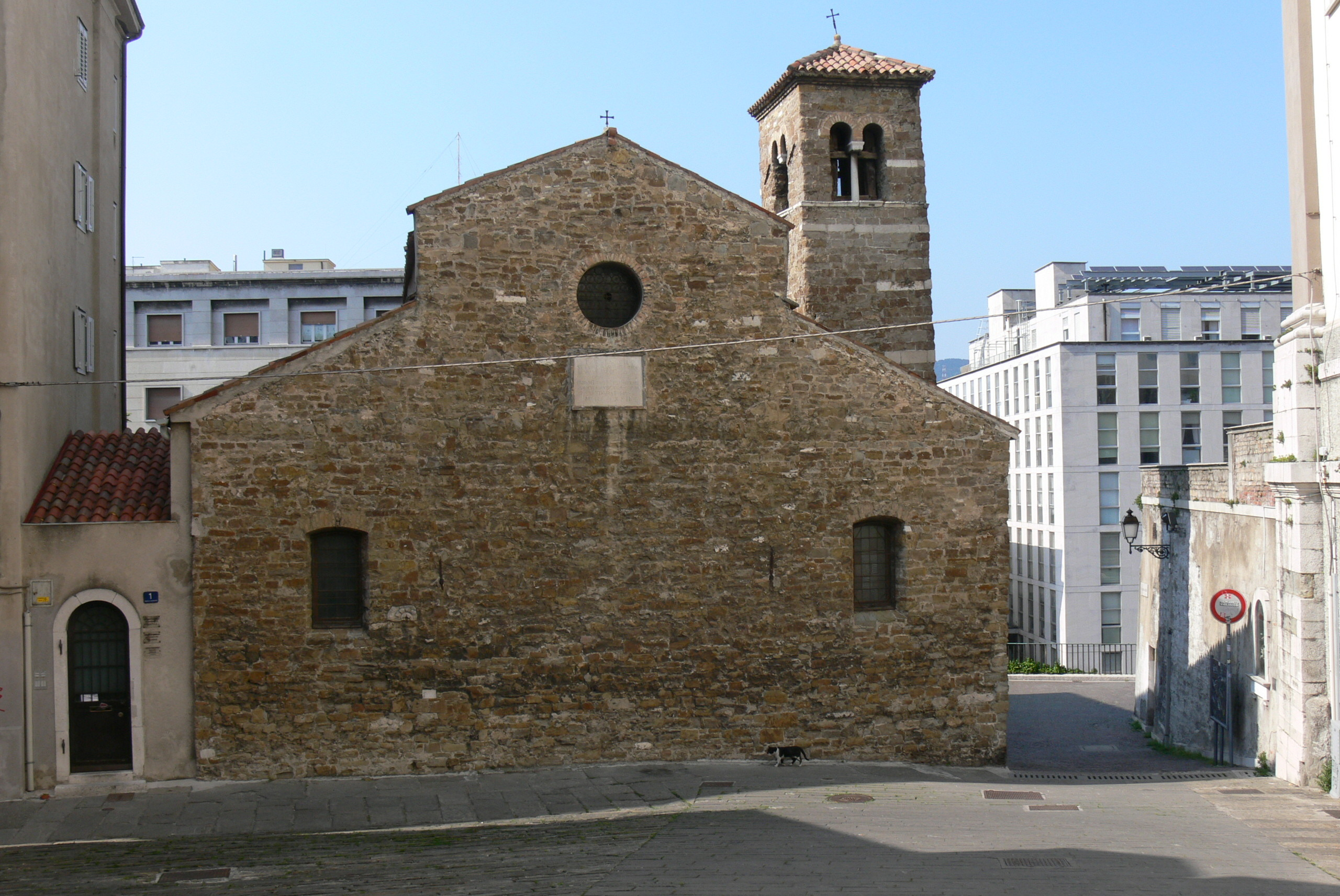
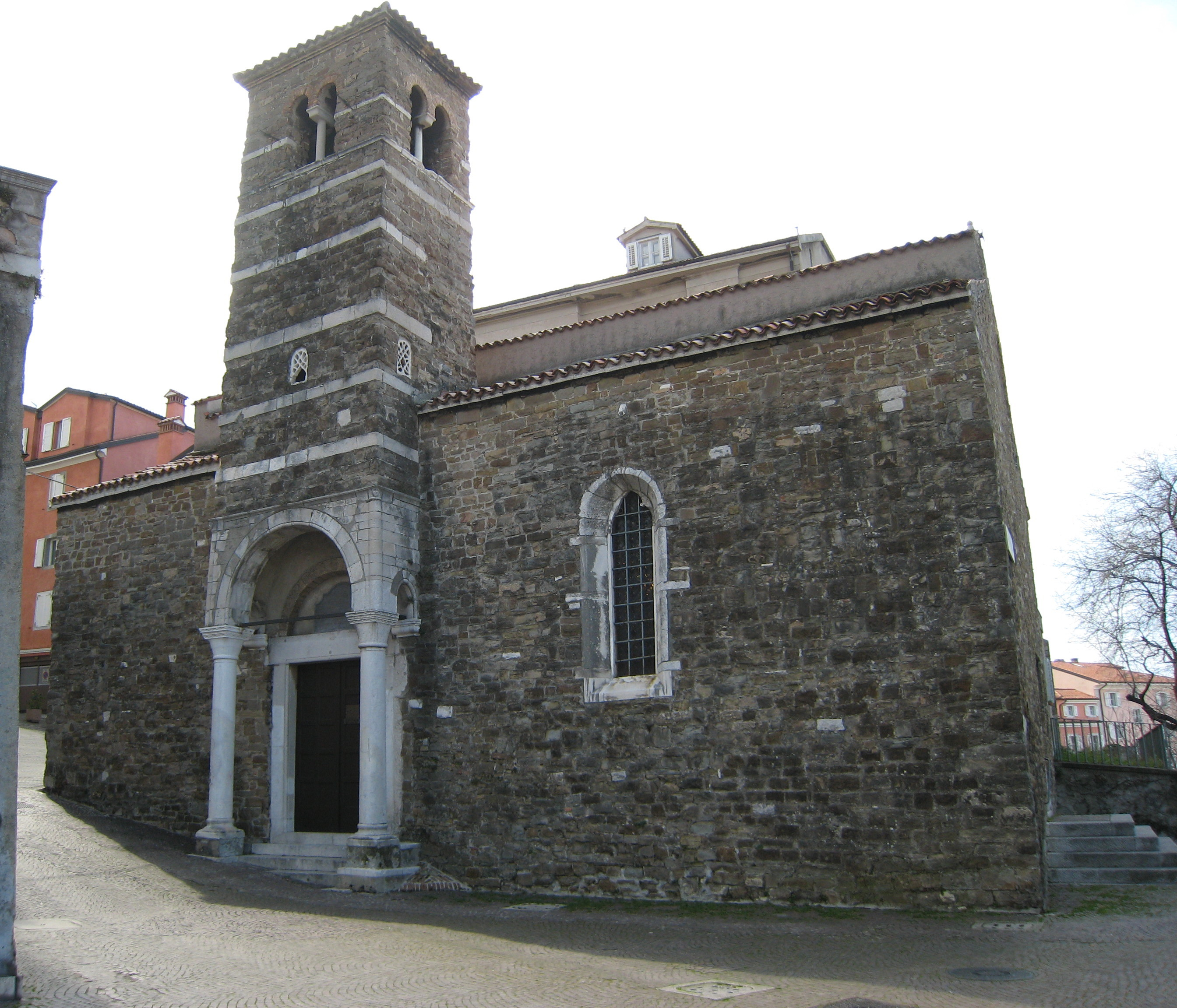
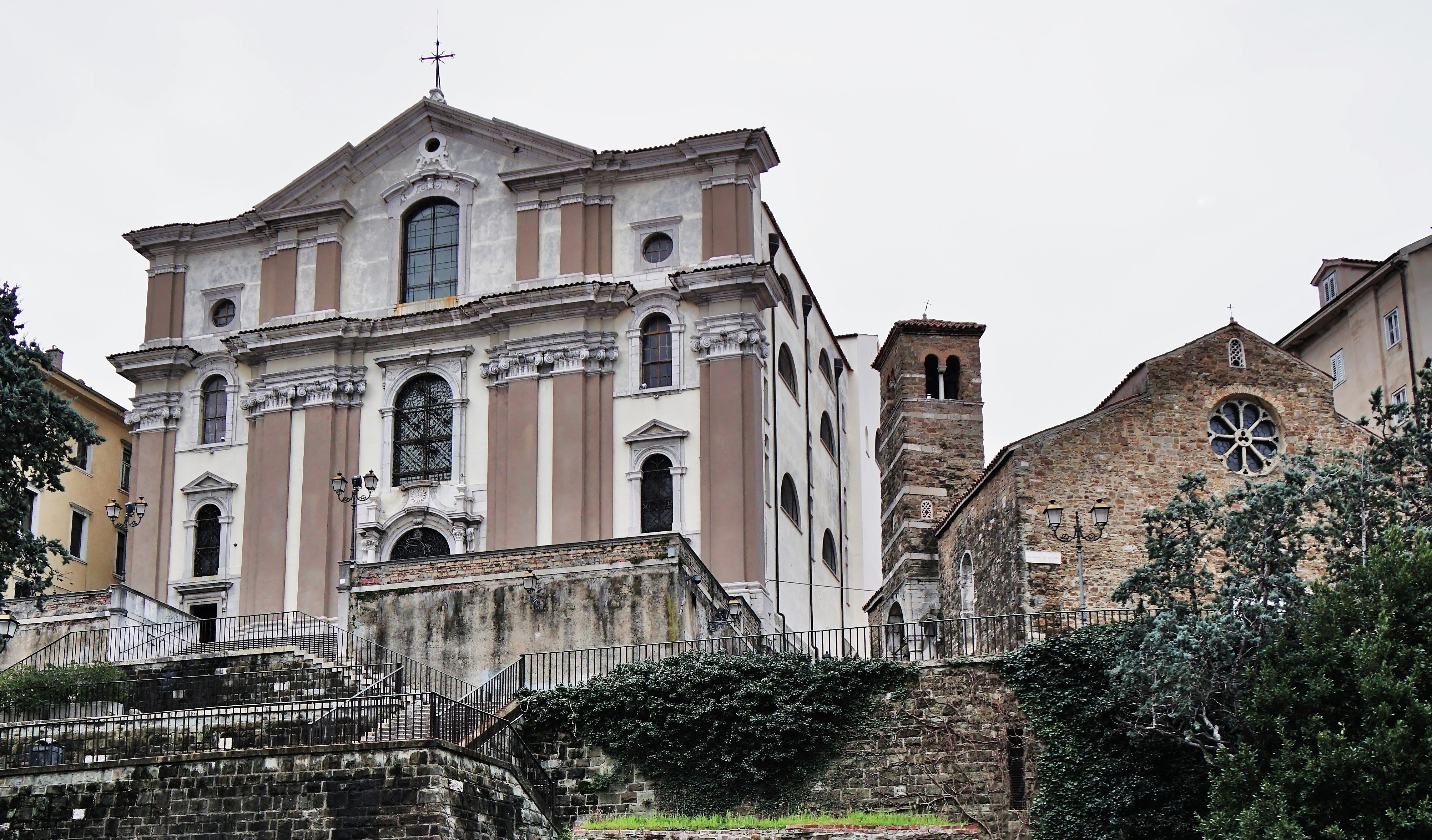
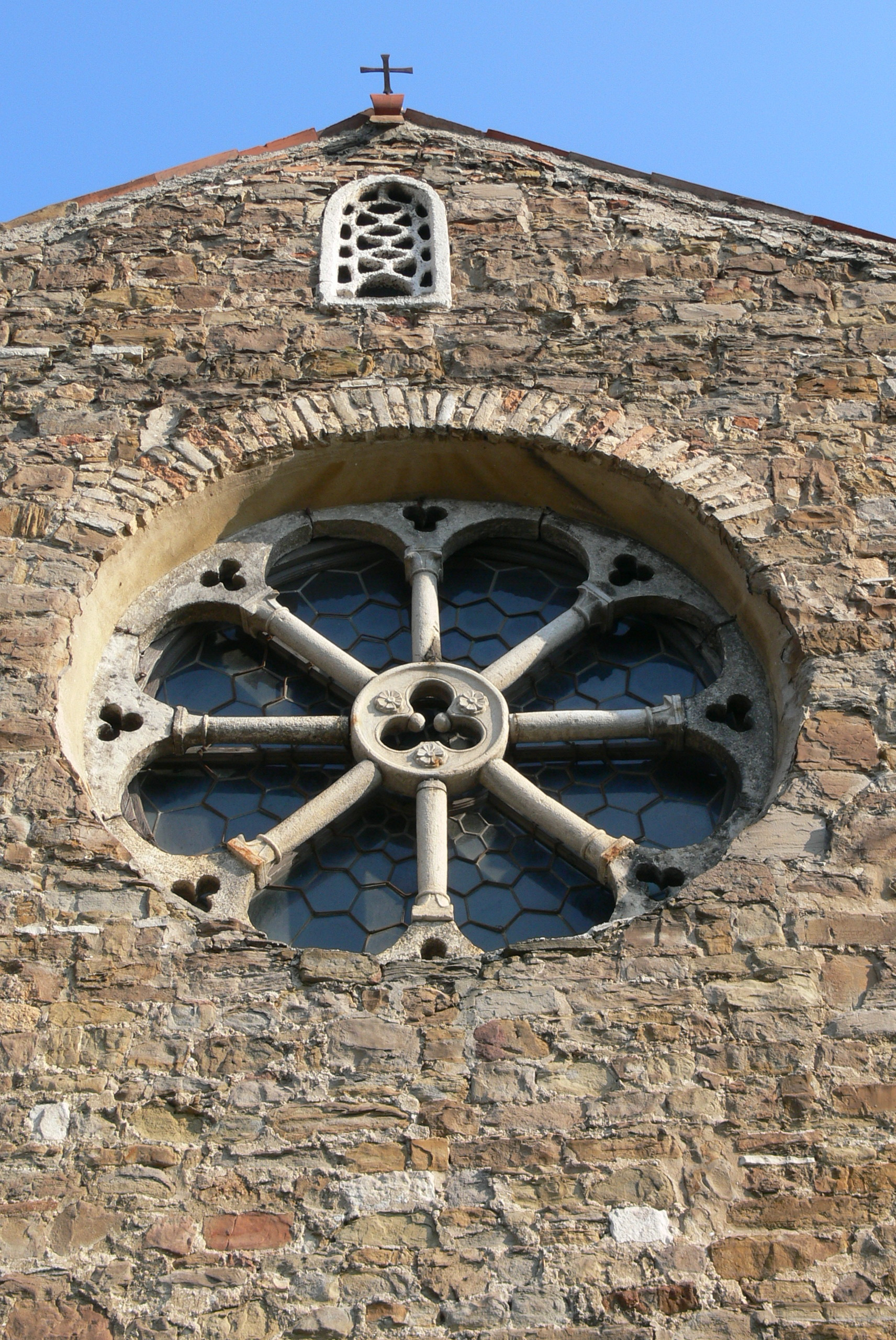